# Casseneuil

Casseneuil este o comună în departamentul Lot-et-Garonne din sud-vestul Franței. În 2009 avea o populație de 2.354 de locuitori.

## Evoluția populației
| An        | 1975  | 1982  | 1990  | 1999  | 2006  | 2009  |
| --------- | ----- | ----- | ----- | ----- | ----- | ----- |
| Populație | 2.642 | 2.684 | 2.465 | 2.296 | 2.377 | 2.354 |